# Gelbfleck-Frühlings-Bodeneule

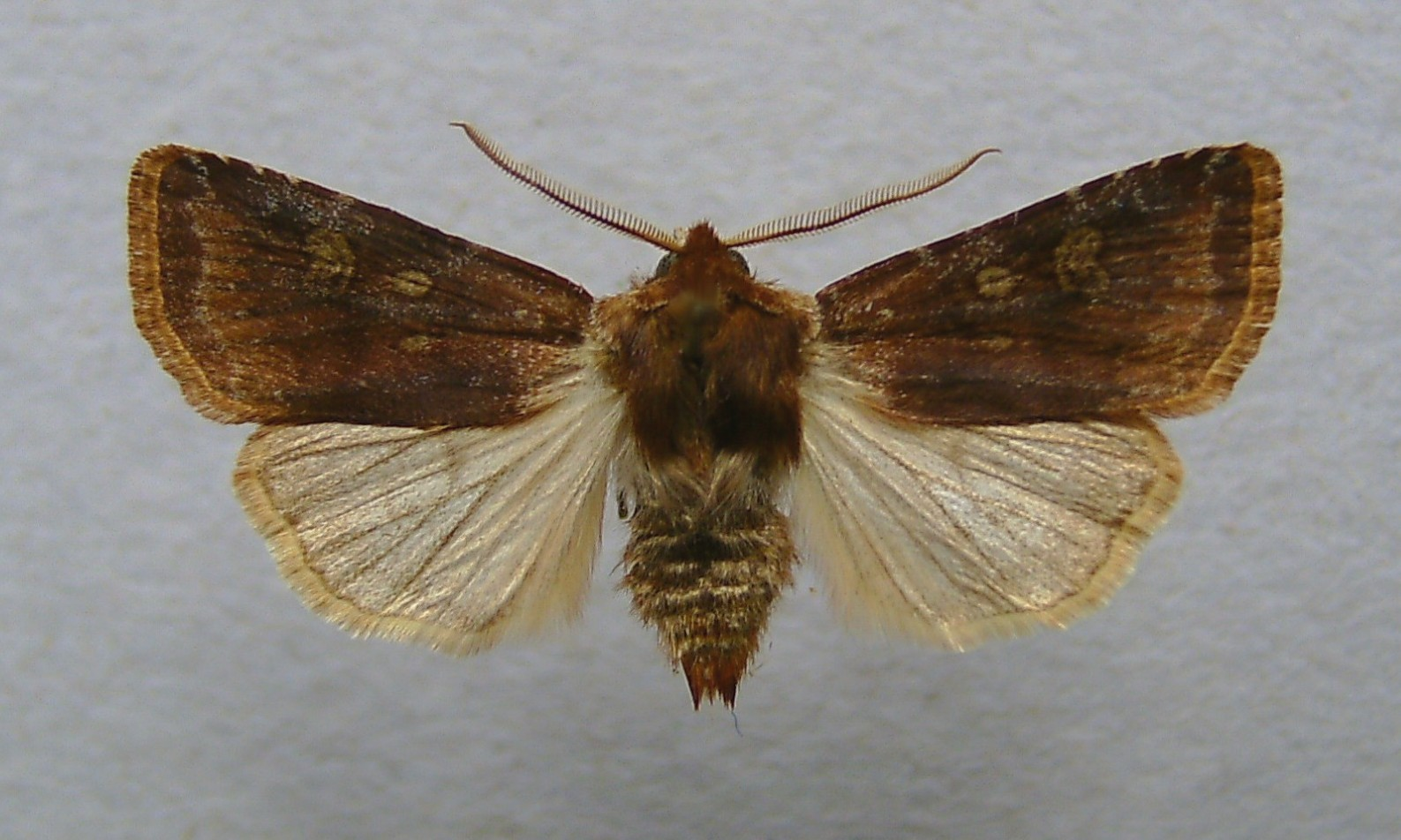
Gelbfleck-Frühlings-Bodeneule (Cerastis leucographa), Präparat

Die Gelbfleck-Frühlings-Bodeneule (Cerastis leucographa), auch Graubraune Wegericheule genannt, ist ein Schmetterling (Nachtfalter) aus der Familie der Eulenfalter (Noctuidae).

## Merkmale

### Falter
Die Flügelspannweite der Falter beträgt 35 bis 39 Millimeter. Die Farbe der Vorderflügel weist überwiegend rotbraune Tönungen auf. Ring- und Nierenmakel sind hellbraun oder gelblich und mehr oder weniger dunkel gefüllt, Zapfenmakel sind nicht zu erkennen. Zwischen der hellen Wellenlinie und dem Saum befindet sich ein dunkleres Feld. Die Hinterflügel sind hell rötlichgrau mit deutlich hervortretenden Adern. Auffällig sind die beiderseitig stark gekämmten Fühler der Männchen. Die Weibchen sind im Durchschnitt dunkler gefärbt als die Männchen.

### Ei, Raupe, Puppe
Das Ei ist kugelig, an der Basis abgeflacht, fein genetzt und zeigt schwach ausgebildete Rippen. Es ist strohgelb gefärbt, hat einen braunen Mittelpunkt und ebensolchen Ring.  Die Raupen sind gelbgrün gefärbt und zeigen gelbliche, nach oben grün gesäumte Seitenlinien. Über den Nebenrückenlinien befinden sich rötliche oder bräunliche Schrägstriche. Die glänzend rotbraune Puppe hat zwei nach vorne umgebogene Dornen am stumpf  kegelförmigen Kremaster.

### Ähnliche Arten
- Ring- und Nierenmakel der Rotbraunen Frühlings-Bodeneule (Cerastis rubricosa, Schiff.) heben sich kaum von der Grundfarbe der Vorderflügel ab. Am Costalrand befinden sich außerdem einige schwarze Flecke.
- Bei Cerastis faceta, Tr. sind die Makel meist dunkler. Auffälligster Unterschied ist jedoch eine weißliche Halskrause.

## Geographische Verbreitung und Lebensraum
Das Vorkommen der Art erstreckt sich über weite Teile Europas bis nach Russland sowie weiter durch Asien bis nach Japan. In den Alpen kommt sie bis auf etwa 1500 Meter Höhe vor. Die Gelbfleck-Frühlings-Bodeneule ist in verschiedenen Lebensräumen anzutreffen, beispielsweise in Mischwaldrändern, Lichtungen, buschigen Tälern, Waldhochmooren und Heidegebieten.

## Lebensweise
Die Gelbfleck-Frühlings-Bodeneule bildet eine Generation pro Jahr, deren Falter von März bis Mai fliegen. Die Falter sind dämmerungs- und nachtaktiv und besuchen künstliche Lichtquellen sowie den Köder. Sie saugen an blühenden Weidenkätzchen, ihre sehr frühe Flugzeit verläuft weitestgehend parallel zur  Weidenblüte (Salix). Die Raupen leben überwiegend im Juni und Juli. Sie ernähren sich von den Blättern verschiedener Pflanzen, insbesondere sind dabei Heidelbeere (Vaccinium myrtillus) und Schlehdorn (Prunus spinosa) zu nennen. Die Art überwintert als Puppe.

## Gefährdung
Die Gelbfleck-Frühlings-Bodeneule ist in Deutschland weit verbreitet und gebietsweise zahlreich anzutreffen, so dass sie als nicht gefährdet gilt.